# Ryszard Olszewski (polityk)
Ryszard Olszewski (ur. 2 stycznia 1951 w Gdańsku) – polski polityk, inżynier, działacz samorządowy, poseł na Sejm RP II kadencji.

## Życiorys
Ukończył Wydział Budowy Maszyn i Urządzeń Okrętowych Technikum Przemysłu Okrętowego w Gdańsku w 1976, zdobywając specjalizację automatyka. Był likwidatorem spółek. W wyborach parlamentarnych w 1991 bez powodzenia kandydował do Sejmu z listy Chrześcijańskiej Demokracji (otrzymał 2894 głosy). W 1993 uzyskał mandat posła na Sejm II kadencji. Został wybrany w okręgu gdańskim z listy Bezpartyjnego Bloku Wspierania Reform. Zasiadał w Komisji Transportu, Łączności, Handlu i Usług, Komisji Obrony Narodowej, Komisji Nadzwyczajnej do Spraw Paktu o Przedsiębiorstwie Państwowym w Trakcie Przekształceń oraz w Komisji Nadzwyczajnej do Spraw Kodeksu Pracy. Był także członkiem dziesięciu podkomisji. Pod koniec kadencji należał do Bloku dla Polski, z listy którego bez powodzenia ubiegał się o reelekcję w wyborach parlamentarnych w 1997.
Po zakończeniu kadencji Sejmu został oskarżony o dopuszczenie się w latach 1992–1995 nadużyć jako likwidator Gdańskiego Przedsiębiorstwa Budowlanego, a także o przekroczenie uprawnień – według prokuratora sprzedał tereny pod budowę hali Metro Cash & Carry na gdańskim Przymorzu, podczas gdy ta decyzja leżała w gestii władz miasta.
W 2006 Sąd Okręgowy w Gdańsku uznał go winnym defraudacji ponad 660 tys. zł z firmy komunalnej i skazał na karę trzech lat pozbawienia wolności. Wyrok ten został następnie częściowo uchylony przez sąd wyższej instancji, który skierował sprawę do ponownego rozpoznania. W 2010 Ryszard Olszewski został ponownie uznany przez Sąd Okręgowy za winnego i skazany na karę jednego roku i sześciu miesięcy pozbawienia wolności z warunkowym zawieszeniem jej wykonania na okres próby 4 lat. W lipcu 2011 Sąd Apelacyjny utrzymał ten wyrok w mocy.
W okresie 2002–2006 sprawował mandat radnego Gdańska z listy Samoobrony RP. Został następnie zatrudniony w Gdańskim Zarządzie Nieruchomości Komunalnych.